# 1974 Caupolican
1974 Caupolican è un asteroide della fascia principale. Scoperto nel 1968, presenta un'orbita caratterizzata da un semiasse maggiore pari a 3,1660152 UA e da un'eccentricità di 0,0992449, inclinata di 10,22443° rispetto all'eclittica.
L'asteroide è dedicato a Caupolicán, toqui dei Mapuche.